# Chopy

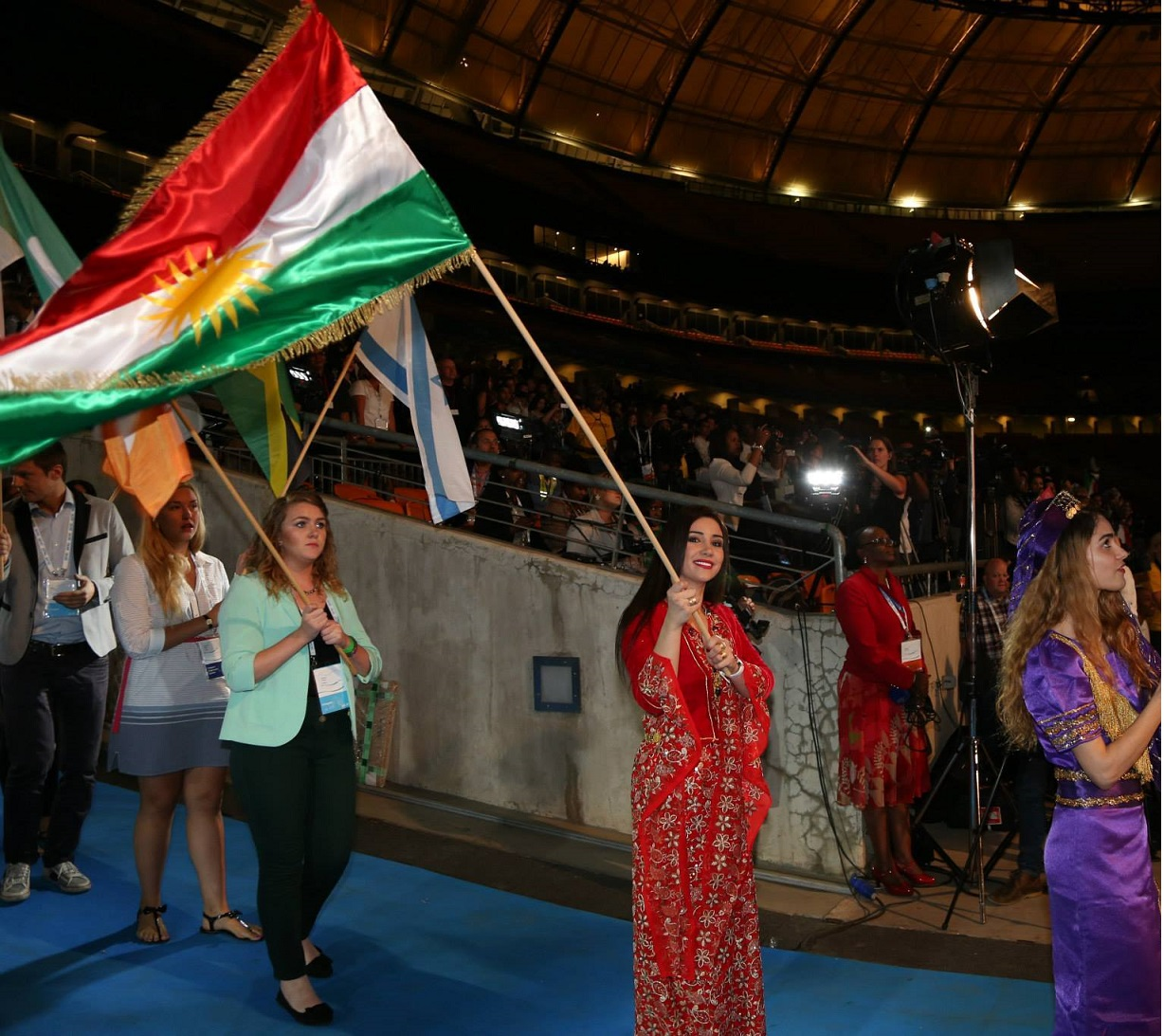
Chopy Fata som flaggbärare vid One Young World Summit i Johannesburg, Sydafrika 2013.

Chopy Fatah, även Chopy, född 1983 i Kirkuk, är en kurdisk kvinnlig artist från Irakiska Kurdistan. Hon har släppt två album som heter Cit naw binem och Nawit denem jino.